# Peter Collins (speedwayförare)
Peter Collins, född 24 mars 1954 i Manchester, är en brittisk speedwayförare.
Han blev världsmästare individuellt 1976.